# Lilijana Istenič
Lilijana Istenič (r. Kobi), slovenska biologinja, * 12. april 1931, Ljubljana, † februar 2020. 

## Življenje in delo
Leta 1955 je diplomirala na Prirodoslovno-matematično-filozofski fakulteti v Ljubljani in 11962 doktorirala na Biotehniški fakulteti v Ljubljani (BTF). od 1956 do upokojitve 1989 je delala na biološkem oddelku ljubljanske BTF, od 1983 kot redma profesorica. S proučevanjem mehanizma plavanja pri ribah hrustenčnicah se je usmerila v raziskovanje funkcionalne morfologije. Ukvarjala se je predvsem z raziskavami človeške ribice; odkrila in raziskala je posebne pigmente v koži, okušalne brstiče in ampularne organe. Z odkritjem hipoksičnih razmer v nekaterih podzemnih vodah Dinarskega krasa ter na podlagi primerjav z monimolimnijsko plastjo v površinskih jezercij je postavila razlago o prehodu proteidov v podzemske vode. Svoje znanstvene izsledke je objavljala tudi v tuji strokovni literaturi.